# LIVE ALL SOLD OUT
LIVE ALL SOLD OUT（ライブ・オール・ソールド・アウト）は、日本のロックバンド、THE BLUE HEARTSの初のライブ・アルバム。1996年1月1日発売。発売元はイーストウエスト・ジャパン。
初回盤は三方背BOX仕様、バックステージパス・レプリカが封入されている。2010年2月24日に、25周年企画の一環でデジタル・リマスタリングを施して再発した。

## 概要
1991年から1994年に開催された6つのライブの音源をつなぎ合わせて、あたかも一つのライブのように編集されたライブ・アルバムである。収録されたライブと曲数は以下の通り。
- EAST WASTEツアー（1991年6月13日、NHKホール）- 4曲
- USAツアー（1991年10月30日、NYダンステリア）- 2曲
- HIGH KICKツアー（1992年6月2日、日本武道館）- 6曲
- 凸凹ツアー（1994年[月14日、日本武道館）- 5曲
- 凸凹ツアー＜凸ナイト＞（1994年6月18日、日比谷野外音楽堂）- 1曲
- 凸凹ツアー＜凹ナイト＞（1994年6月19日、日比谷野外音楽堂）- 1曲

## 収録曲
| 全編曲: THE BLUE HEARTS。 |                                                                          |            |       |
| #                         | タイトル                                                                 | 作詞・作曲 | 時間  |
| 1.                        | 「人にやさしく」(HIGH KICKツアー 1992年6月2日、日本武道館)               | 甲本ヒロト | 3:20  |
| 2.                        | 「ハンマー」(EAST WASTEツアー 1991年6月13日、NHKホール)                  | 真島昌利   | 2:05  |
| 3.                        | 「リンダリンダ」(凸凹ツアー 1994年6月14日、日本武道館)                   | 甲本ヒロト | 3:30  |
| 4.                        | 「世界のまん中」(凸凹ツアー＜凸ナイト＞ 1994年6月18日、日比谷野外音楽堂) | 甲本ヒロト | 2:21  |
| 5.                        | 「ロマンチック」(凸凹ツアー＜凹ナイト＞ 1994年6月19日、日比谷野外音楽堂) | 甲本ヒロト | 4:07  |
| 6.                        | 「青空」(HIGH KICKツアー 1992年6月2日、日本武道館)                       | 真島昌利   | 4:53  |
| 7.                        | 「ブルースをけとばせ」(HIGH KICKツアー 1992年6月2日、日本武道館)         | 真島昌利   | 5:29  |
| 8.                        | 「キスしてほしい」(HIGH KICKツアー 1992年6月2日、日本武道館)             | 甲本ヒロト | 3:20  |
| 9.                        | 「終わらない歌」(HIGH KICKツアー 1992年6月2日、日本武道館)               | 真島昌利   | 2:51  |
| 10.                       | 「手紙」(凸凹ツアー 1994年6月14日、日本武道館)                           | 真島昌利   | 4:49  |
| 11.                       | 「真夜中のテレフォン」(EAST WASTEツアー 1991年6月13日、NHKホール)        | 河口純之助 | 4:46  |
| 12.                       | 「イメージ」(EAST WASTEツアー 1991年6月13日、NHKホール)                  | 真島昌利   | 4:56  |
| 13.                       | 「情熱の薔薇」(EAST WASTEツアー 1991年6月13日、NHKホール)                | 甲本ヒロト | 2:51  |
| 14.                       | 「夢」(凸凹ツアー＜凸ナイト＞ 1994年6月18日、日比谷野外音楽堂)           | 真島昌利   | 2:26  |
| 15.                       | 「泣かないで恋人よ」(HIGH KICKツアー 1992年6月2日、日本武道館)           | 真島昌利   | 5:18  |
| 16.                       | 「月の爆撃機」(凸凹ツアー 1994年6月14日、日本武道館)                     | 甲本ヒロト | 3:57  |
| 17.                       | 「1000のバイオリン」(凸凹ツアー 1994年6月14日、日本武道館)               | 真島昌利   | 3:37  |
| 18.                       | 「TRAIN-TRAIN」(凸凹ツアー 1994年6月14日、日本武道館)                    | 真島昌利   | 4:50  |
| 19.                       | 「未来は僕等の手の中」(USAツアー 1991年10月30日、NYダンステリア)         | 真島昌利   | 2:28  |
| 20.                       | 「ブルーハーツのテーマ」(USAツアー 1991年10月30日、NYダンステリア)       | 甲本ヒロト | 1:56  |
| 合計時間:                 | 合計時間:                                                                | 合計時間:  | 73:50 |

## 参加ミュージシャン
THE BLUE HEARTS
- 甲本ヒロト - ボーカル
- 真島昌利 - ギター
- 河口純之助 - ベース
- 梶原徹也 - ドラム